# Harald Genzmer
Harald Genzmer (Blumenthal, 9 de Fevereiro de 1909 – Munique, 16 de Dezembro de 2007) foi um compositor alemão de música clássica contemporânea.

## Biografia
Nasceu em Blumenthal, perto de Bremen, Alemanha e estudou composição com Paul Hindemith no Berlin Hochschule für Music, começando em 1928.
Em 1938 ele lecionou no Volksmusikschule Berlin-Neukölln. Durante a primeira parte da Segunda Guerra Mundial ele serviu como clarinetista da banda. De 1946 até 1957 ele lecionou no Musikhochschule in Freiburg im Breisgau. De 1957 até 1974 ele lecionou no Munich Hochschule für Musik.
Harald Genzmer morreu dia 16 de dezembro de 2007 em Munique.

## Composições

### Orquestral
- 1942 Musik für Streichorchester [1]
- 1946 Erstes Concertino, for piano and strings with flute [2]
- 1948 Konzert für Klavier und Orchester [1]
- 1950 Konzert für Violoncello und großes Orchester [1]
- 1954 Konzert für Flöte und Orchester [3]
- 1955 Sinfonietta, for strings
- 1957 rev.1970 1. Sinfonie, for full orchestra
- 1957. Kammerkonzert, for oboe and string orchestra. [4]
- 1958 2. Sinfonie, for strings [2]
- 1959 Prolog, for orchestra [4]
- 1959 Konzert für Violine und Orchester. [4]
- 1960 Divertimento giocoso for two woodwind instruments and string orchestra [4]
- 1963 Concertino Nr. 2, for piano and strings [2]
- 1963 2. Orchesterkonzert
- 1964 Introduktion und Adagio, for strings
- 1965 Der Zauberspiegel, ballet-suite for orchestra
- 1965 Concerto for harp and strings [3]
- 1967 Concerto for viola and orchestra [2]
- 1967 Sonatina prima, for strings
- 1970 Sinfonia da Camera
- 1970 Konzert, for organ and orchestra
- 1971 Sonatina seconda, for strings
- 1974 3. Konzert, for piano and orchestra
- 1976 Miniaturen, for strings
- 1977-1978 Musik für Orchester, after a fragment by Friedrich Hölderlin
- 1978 Konzert, for percussion instruments and orchestra [2]
- 1979 Sinfonia per giovani, for large school orchestra
- 1980 2. Konzert, for organ and strings
- 1983 Konzert, for two clarinets and strings
- 1984 Konzert, for four horns and orchestra
- 1984 Konzert, for cello, contrabass and strings [1]
- 1985 Konzert, for trumpet and strings
- 1985 2. Konzert, for trumpet and strings
- 1986 3. Sinfonie
- 1987 Cassation, for strings
- 1990 Vierte Sinfonie, for large orchestra
- 1996 Concerto for contrabass and string orchestra [4]
- 1998 Concertino für Flöte, Oboe (Flöte) und Streichorchester [4]
- 1998 Concerto for three trumpets and string orchestra [4]
- 1998 5. Sinfonie, for large orchestra [5]
- 2002 3. Sinfonietta, for string orchestra [1]
- 2. Sinfonietta, for string orchestra
- Concertino, for clarinet and chamber orchestra
- Erstes Concertino, for piano and string orchestra, with obbligato flute
- Festliches Vorspiel, for orchestra
- Kokua, dance suite  for large orchestra
  1. Tarantella
  2. Burleske
  3. Kokoa
  4. Dytiramba
- Konzert, for two pianos and orchestra
- Konzert, for two guitars and orchestra
- Konzert, for flute, harp and strings
- Pachelbel-Suite, for orchestra
- Prolog II, for orchestra

### Orquestra e Cordas
- 1968 Divertimento for symphonic wind ensemble
- 1969 Konzert, for cello and winds
- 1974 Ouvertüre für Uster
- Konzert, for trumpet, winds, harp and percussion
- Parergon zur "Sinfonia per giovani", for saxophone orchestra

### Balet
- 1965 Der Zauberspiegel, ballet - libretto: Hans Stadlmair

### Liturgica
- 1962 Jiménez-Kantate, for soprano, mixed chorus and orchestra
- 1969-1970 Mistral-Kantate, for soprano
- 1973 Deutsche Messe, for mixed chorus and organ
- 1975-1976 Oswald von Wolkenstein, cantata for soprano, baritone, mixed chorus and orchestra
- 1978 Kantate (The mystic trumpeter), for soprano (tenor), trumpet and strings
- 1979 Geistliche Kantate, for soprano solo, men's chorus, organ and percussion
- 1981 Kantate 1981 nach engl. Barockgedichten, for soprano, mixed chorus and orchestra
- Adventsmotette "Das Volk, das im Finstern wandelt"(Jesaja 9), for men's chorus and organ
- Hymne - zum Fest des St. Antonius von Padua "Der Geist Gottes, des Herrn, ruht auf mir", for men's chorus

### Coral
- Drei Chorlieder vom Wein, for men's chorus
- Lied des Vogelstellers "Der Vogel, der im Fluge ruht", for mixed chorus
- Tropus ad Gloria, for mixed chorus
- Wach auf, wach auf, for mixed chorus
- Zwei geistliche Festsprüche, for men's chorus and organ
  1. Lobet den Herrn, alle Heiden (Psalm 117)
  2. Lasset das Wort Christi

### Vocal
- 1961-1963 Fünf Lieder, on texts by Luis de Camões, for baritone and piano

### Piano
- 1938 1. Sonate.
- 1940 1. Sonatine. [5]
- 1942 2. Sonate. [1]
- 1943 Sonata in D, for piano four-hands
- 1948 Suite for piano [1]
- 1959 3. Sonatine. [5]
- 1960-1962 Préludes
- 1963 Dialoge
- 1965 Studien, for piano four-hands
- 1975 Konzert, for piano and percussion
- 1978 4 Elegien, for piano and percussion
- at least five piano sonatas (sonata 5 published in 1985) [4]

### Órgão
- 1952 rev. 2000 Konzert (for organ solo) [5]
- 1956 Zweite Sonate
- 1963 Dritte Sonate
- 1966 Adventskonzert
- 1968 Die Tageszeiten
- 1974 Weihnachtskonzert
- 1974 Konzert, for organ and percussion
- 1981 Fantasie [5]
- 1982 Osterkonzert
- 1983 Pfingstkonzert
- 1980-1981 Impressionen
- 1996-1997 Sinfonisches Konzert : no. 2 [5]
- 2002 Präludium, Arie und Finale [4]
- Erste Sonate
- Lento misterioso II
- Tripartita in F
- Triptychon
- Sonata for trumpet and organ (published around 1971)
- Sonata for cello and organ

### Câmara
- 1939 First Sonata for Flute and Piano [6]
- 1941 Sonate für Altblockflöte und Klavier [1]
- 1945 Second Sonata (in E minor) for Flute and Piano
- 1947 Trio for flute, viola and harp [3]
- 1949 Streichquartett Nr. 1 [5]
- 1953 Sonatine für Violine und Piano [1]
- 1954 3. Violinsonate
- 1955 Second sonata for viola and piano
- 1957 Wind quintet [3]
- 1957 Sonate für viola [1]
- 1967 1. Sonatine für Violoncello und Klavier [5]
- 1973 Sonatine für Viola und Klavier [1]
- 1974 Quartett für Klarinette, Violine, Violoncello und Klavier [4]
- 1978 Capriccio für Marimbaphon [1]
- 1981 Sonate für Violoncello Solo [1]
- 1981  Sonatine für Kontrabaß und Klavier [1]
- 1981 Divertimento für Violoncello und Fagott
- 1982 2. Sonatine für Violoncello und Klavier [5]
- 1983 Acht Fantasien für Vibraphon [5]
- 1983-1984, revised 1991 Sonate für violine solo [1]
- 1986 Sonate für Gitarre [1]
- 1988 Trio für Klarinette, Violoncello und Klavier [5]
- 1990 Sonate für Flöte und Harfe [5]
- 1992 Pan : für Querflöte solo oder Altquerflöte in G solo [1]
- 1995 Quintet for Clarinet and Strings
- 1997 Sonate für Klarinette (B♭) und Klavier [5]
- 1999 Fantasie-Sonate: für Flöte und Gitarre [5]
- 2002 Improvisationen für Altblockflöte solo [1]
- Sonatas for cello and piano (first sonata published in 1954, another composed 1963